# Full Gear (2021)
Full Gear 2021 fue la tercera edición del Full Gear, un evento pago por visión de lucha libre profesional producido por la empresa estadounidense All Elite Wrestling. Tuvo lugar el 13 de noviembre de 2021 en la Target Center Arena de Mineápolis, Minesota.
El evento también se destaca por el debut en AEW de Jay Lethal y se llevó a cabo en el 16 aniversario del fallecimiento del fallecido Eddie Guerrero.

## Producción
Full Gear es un pago por evento (PPV) que se celebra anualmente alrededor del Día de los Veteranos por All Elite Wrestling (AEW). Es uno de los eventos PPV principales de AEW, que incluye Double or Nothing, All Out y Revolution, sus cuatro programas más importantes producidos trimestralmente.
El evento de 2021 será el tercer evento en la cronología de Full Gear y se llevará a cabo en el Target Center arena de Mineápolis, Minesota. El evento estaba originalmente programado para realizarse el 6 de noviembre de 2021, sin embargo, durante All Out el 5 de septiembre, se anunció que el evento se llevaría a cabo el 13 de noviembre, posiblemente para evitar la competencia con UFC 268.

## Antecedentes
Full Gear contará con combates de lucha libre profesional que involucran a diferentes luchadores de disputas e historias preexistentes. Los luchadores retratan héroes, villanos o personajes menos distinguibles en eventos que generan tensión y culminan en un combate de lucha libre o una serie de combates. Las historias se producen en los programas semanales de AEW Dynamite, Rampage, Dark y Elevation y en la serie de YouTube de The Young Bucks Being the Elite.
En octubre de 2018, antes de la formación de AEW, Adam Page se unió a sus amigos Kenny Omega y The Young Bucks (Matt Jackson y Nick Jackson), formando un grupo conocido como The Elite. En enero de 2020, Page y Omega ganaron el Campeonato Mundial en Parejas de AEW, pero los perdieron más tarde ese año. Los signos de descenso ocurrieron durante este reinado del título, y después de más meses de tensión dentro del grupo, Page fue retirado de The Elite por The Young Bucks el 27 de agosto de 2020, episodio de Dynamite, después de que Page les impidió ganar un combate. En Full Gear, el 7 de noviembre de 2020, Page se enfrentó a Omega en la final de un torneo para determinar el contendiente número uno para el Campeonato Mundial AEW, con Omega ganando. Omega luego ganaría el campeonato en Winter is Coming. Casi un año después, en el episodio del 6 de octubre de 2021 de Dynamite, Page, quien regresó de una pausa de dos meses, ganó el Casino Ladder Match para convertirse en el contendiente número uno por el Campeonato Mundial AEW, aún en poder de Omega. El 16 de octubre, el partido por el campeonato estaba programado para Full Gear. 
El 8 de octubre, AEW anunció el regreso del Torneo Eliminador del Campeonato Mundial de AEW; un torneo de eliminación simple de ocho hombres que culmina en Full Gear y el ganador recibe un futuro partido por el Campeonato Mundial AEW. En el episodio del 16 de octubre de Dynamite, Bryan Danielson, Orange Cassidy, Preston "10" Vance, Lance Archer, Jon Moxley, Eddie Kingston, Dustin Rhodes y Powerhouse Hobbs fueron revelados como participantes.

## Resultados
Entre paréntesis, se indica el tiempo de cada combate.
- The Buy In: Hikaru Shida & Thunder Rosa derrotaron a Nyla Rose & Jamie Hayter (con Vickie Guerrero) (12:32).
  - Shida cubrió a Rose con un «Roll-Up».
- MJF (con Wardlow) derrotó a Darby Allin (con Sting) (22:06).
  - MJF cubrió a Allin después de golpearlo con el AEW Diamond Ring y un "Headlock Takeover".
- Lucha Bros (Penta El Zero M & Rey Fenix) (con Alex Abrahantes) derrotaron a FTR (Cash Wheeler & Dax Harwood) (con Tully Blanchard) y retuvieron el Campeonato Mundial en Parejas de AEW (18:36).
  - Penta cubrió a Wheeler después de un «Factor Miedo».
  - Durante la lucha, Blanchard interfirió a favor de FTR.
  - El Campeonato Mundial en Parejas de AAA de FTR no estuvo en juego.
- Bryan Danielson derrotó a Miro y ganó una oportunidad por el Campeonato Mundial de AEW (20:06).
  - Danielson dejó inconsciente a Miro con un «Guillotine Choke»
  - Originalmente Jon Moxley iba a participar en la semifinales del torneo, pero fue reemplazado por Miro debido a que ingresó a un programa de tratamiento de alcoholismo.
- Christian Cage y Jurassic Express (Jungle Boy & Luchasaurus) (con Marko Stunt) derrotaron a SuperKliq (Adam Cole, Matt Jackson & Nick Jackson) (con Brandon Cutler & Michael Nakazawa) en un Falls Count Anywhere Match (22:35).
  - Jungle Boy cubrió a Matt después de un «Con-Chair-To» sobre la rampa de entrada.
- Cody Rhodes & PAC (con Arn Anderson) derrotaron a Malakai Black & Andrade El Idolo (con José the Assistant) (16:52).
  - PAC cubrió a Andrade después de un «Black Arrow».
  - Después de la lucha, Cash Wheeler atacó a Rhodes y PAC.
- Dr. Britt Baker D.M.D. (con Rebel & Jamie Hayter) derrotó a Tay Conti y retuvo el Campeonato Mundial Femenino de AEW (15:24).
  - Baker cubrió a Conti con un «Roll-Up».
  - Durante la lucha, Rebel y Hayter interfirieron a favor de Baker.
- CM Punk derrotó a Eddie Kingston (11:00).
  - Punk cubrió a Kingston después de un «Go To Sleep».
- The Inner Circle (Chris Jericho, Jake Hager, Sammy Guevara, Santana & Ortiz) derrotaron a The Men of the Year (Ethan Page & Scorpio Sky) & American Top Team (Júnior dos Santos, Andrei Arlovski & Dan Lambert) en un Minneapolis Street Fight (19:52).
  - Jericho cubrió a Lambert después de un «Frog Splash».
  - Durante la lucha, Baron von Raschke interfirió a favor de The Inner Circle.
  - Después de la lucha, Jay Lethal hizo su debut en AEW y confrontó a Guevara por el AEW TNT Championship.
- "Hangman" Adam Page derrotó a Kenny Omega (con Don Callis) y ganó el Campeonato Mundial de AEW (25:35).
  - Page cubrió a Omega después de dos «Buckshot Lariat».
  - Durante la lucha, Callis interfirió a favor de Omega.
  - Después de la lucha, Page celebró con los miembros de The Dark Order.
  - El Megacampeonato de AAA de Omega no estuvo en juego.

### Torneo para ser el contendiente por el Campeonato Mundial de AEW
|  | Cuartos de finales Dynamite Rampage 22, 23 y 27 de octubre | Cuartos de finales Dynamite Rampage 22, 23 y 27 de octubre | Cuartos de finales Dynamite Rampage 22, 23 y 27 de octubre |                 |                 | Semifinales Rampage Dynamite 29 de octubre y 3 de noviembre | Semifinales Rampage Dynamite 29 de octubre y 3 de noviembre | Semifinales Rampage Dynamite 29 de octubre y 3 de noviembre |  |      | Final Full Gear 13 de noviembre | Final Full Gear 13 de noviembre | Final Full Gear 13 de noviembre |  |
|  |                                                            |                                                            |                                                            |                 |                 |                                                             |                                                             |                                                             |  |      |                                 |                                 |                                 |  |
|  |                                                            |                                                            |                                                            |                 |                 |                                                             |                                                             |                                                             |  |      |                                 |                                 |                                 |  |
|  | 1                                                          | Preston "10" Vance                                         | 2:03                                                       |                 |                 |                                                             |                                                             |                                                             |  |      |                                 |                                 |                                 |  |
|  | 1                                                          | Preston "10" Vance                                         | 2:03                                                       |                 |                 |                                                             |                                                             |                                                             |  |      |                                 |                                 |                                 |  |
|  | 8                                                          | Jon Moxley                                                 | Pin                                                        |                 |                 |                                                             |                                                             |                                                             |  |      |                                 |                                 |                                 |  |
|  | 8                                                          | Jon Moxley                                                 | Pin                                                        |                 | Miro            | Miro                                                        | Sub                                                         |                                                             |  |      |                                 |                                 |                                 |  |
|  |                                                            |                                                            |                                                            |                 | Miro            | Miro                                                        | Sub                                                         |                                                             |  |      |                                 |                                 |                                 |  |
|  |                                                            |                                                            | Orange Cassidy                                             | Orange Cassidy  | 7:27            |                                                             |                                                             |                                                             |  |      |                                 |                                 |                                 |  |
|  | 5                                                          | Orange Cassidy                                             | Orange Cassidy                                             | Orange Cassidy  | 7:27            | Pin                                                         |                                                             |                                                             |  |      |                                 |                                 |                                 |  |
|  | 5                                                          | Orange Cassidy                                             |                                                            |                 |                 |                                                             |                                                             |                                                             |  |      |                                 |                                 |                                 |  |
|  | 4                                                          | Powerhouse Hobbs                                           | 8:10                                                       |                 |                 |                                                             |                                                             |                                                             |  |      |                                 |                                 |                                 |  |
|  | 4                                                          | Powerhouse Hobbs                                           | 8:10                                                       |                 |                 |                                                             |                                                             |                                                             |  | Miro | Miro                            | 20:06                           |                                 |  |
|  |                                                            |                                                            |                                                            |                 |                 |                                                             |                                                             |                                                             |  | Miro | Miro                            | 20:06                           |                                 |  |
|  |                                                            |                                                            | Bryan Danielson                                            | Bryan Danielson | TKO             |                                                             |                                                             |                                                             |  |      |                                 |                                 |                                 |  |
|  | 3                                                          | Dustin Rhodes                                              | Bryan Danielson                                            | Bryan Danielson | TKO             | 14:45                                                       |                                                             |                                                             |  |      |                                 |                                 |                                 |  |
|  | 3                                                          | Dustin Rhodes                                              |                                                            |                 |                 |                                                             |                                                             |                                                             |  |      |                                 |                                 |                                 |  |
|  | 6                                                          | Bryan Danielson                                            | Sub                                                        |                 |                 |                                                             |                                                             |                                                             |  |      |                                 |                                 |                                 |  |
|  | 6                                                          | Bryan Danielson                                            | Sub                                                        |                 | Bryan Danielson | Bryan Danielson                                             | Sub                                                         |                                                             |  |      |                                 |                                 |                                 |  |
|  |                                                            |                                                            |                                                            |                 | Bryan Danielson | Bryan Danielson                                             | Sub                                                         |                                                             |  |      |                                 |                                 |                                 |  |
|  |                                                            |                                                            | Eddie Kingston                                             | Eddie Kingston  | 16:24           |                                                             |                                                             |                                                             |  |      |                                 |                                 |                                 |  |
|  | 7                                                          | Lance Archer                                               | Eddie Kingston                                             | Eddie Kingston  | 16:24           | 7:31                                                        |                                                             |                                                             |  |      |                                 |                                 |                                 |  |
|  | 7                                                          | Lance Archer                                               |                                                            |                 |                 |                                                             |                                                             |                                                             |  |      |                                 |                                 |                                 |  |
|  | 2                                                          | Eddie Kingston                                             | Pin                                                        |                 |                 |                                                             |                                                             |                                                             |  |      |                                 |                                 |                                 |  |
|  | 2                                                          | Eddie Kingston                                             | Pin                                                        |                 |                 |                                                             |                                                             |                                                             |  |      |                                 |                                 |                                 |  |
|  |                                                            |                                                            |                                                            |                 |                 |                                                             |                                                             |                                                             |  |      |                                 |                                 |                                 |  |